# Josef Kubetzko

Josef Kubetzko

Josef Kubetzko (* 19. November 1875 in Eiglau; † 1938 in Gleiwitz) war ein deutscher Politiker (Zentrum).

## Leben und Wirken
Kubetzko wurde als Sohn eines Schneidermeisters geboren. Er besuchte von 1881 bis 1889 die Volksschule in Eiglau und absolvierte von 1890 bis 1893 eine Tischlerlehre in Bauerwitz im Kreis Leobschütz. Begleitend dazu besuchte er die Fortbildungsschule. Von 1896 bis 1898 gehörte Kubetzko dem Militär an. Von 1899 bis mindestens 1919 arbeitete er als Tischler der Staatseisenbahnwerkstatt. Zu dieser Zeit begann er, sich politisch zu engagieren: So wurde er zweiter Vorsitzender des katholischen Arbeitervereins, Vorsitzender der Eisenbahngruppe, Obmann des Arbeiterausschusses und Mitglied des Krankenkassenausschusses der Betriebskrankenkasse. Für die Zentrumspartei wurde er 1908 Stadtverordneter und 1918 Stadtrat.
Im Januar 1919 wurde Kubetzko als Kandidat des Zentrums für den Wahlkreis 10 (Oppeln) in die Weimarer Nationalversammlung gewählt. Bei den ersten Reichstagswahlen der Weimarer Republik im Juni 1920 zog er für den Wahlkreis 10 (Oppeln) in den Reichstag ein. Im Dezember 1922 wurde sein Mandat für ungültig erklärt und dem SPD-Politiker Karl Okonsky zugesprochen.